# 木村泰輔
木村 泰輔（きむら たいすけ、1987年12月17日 - ）は、日本の元男子バレーボール選手、指導者である。

## 来歴
愛知県豊明市出身。中学1年生からバレーボールを始める。
星城高等学校、愛知学院大学を経て、2009/10シーズン、V・プレミアリーグ（当時のVリーグ1部リーグ）に所属するFC東京の内定選手となった。
2010年、大学卒業後に、FC東京に入団した。2010/11シーズンにV・プレミアリーグの試合に出場し、Vリーグデビューを果たした。
2013年、一身上の都合によりFC東京を退団し、V・チャレンジリーグ（当時のVリーグ2部リーグ）に所属する大分三好ヴァイセアドラーに移籍した。
2014年、大分三好ヴァイセアドラーを退団した。同年、堺ブレイザーズのトライアウトを経て、同チームに入団。再びV・プレミアリーグでのプレーとなる。
2018年、2017/18シーズン終了をもって現役を引退した。現役引退後、出身県のチームで、V.LEAGUE DIVISION1 WOMEN（V1女子）に所属するトヨタ車体クインシーズのコーチに就任した。
2021年、女子日本代表のコーチに就任。東京オリンピックでもコーチを務めた。
2022年、トヨタ車体クインシーズを退団し、同じくV1女子で出身県のチームであるデンソーエアリービーズのコーチに就任した。
2023年からは、女子日本代表のブロックコーチを務める。

## 所属チーム

### 選手歴
- 星城高等学校（2003-2006年）
- 愛知学院大学（2006-2010年）
- FC東京（2010-2013年）
- 大分三好ヴァイセアドラー（2013-2014年）
- 堺ブレイザーズ（2014-2018年）

### 指導歴
- トヨタ車体クインシーズ コーチ（2018-2022年）
  - 女子日本代表 アシスタントコーチ（2021年）
- デンソーエアリービーズ コーチ（2022年-）
  - 女子日本代表 ブロックコーチ（2023-2024年）